# Error de medición

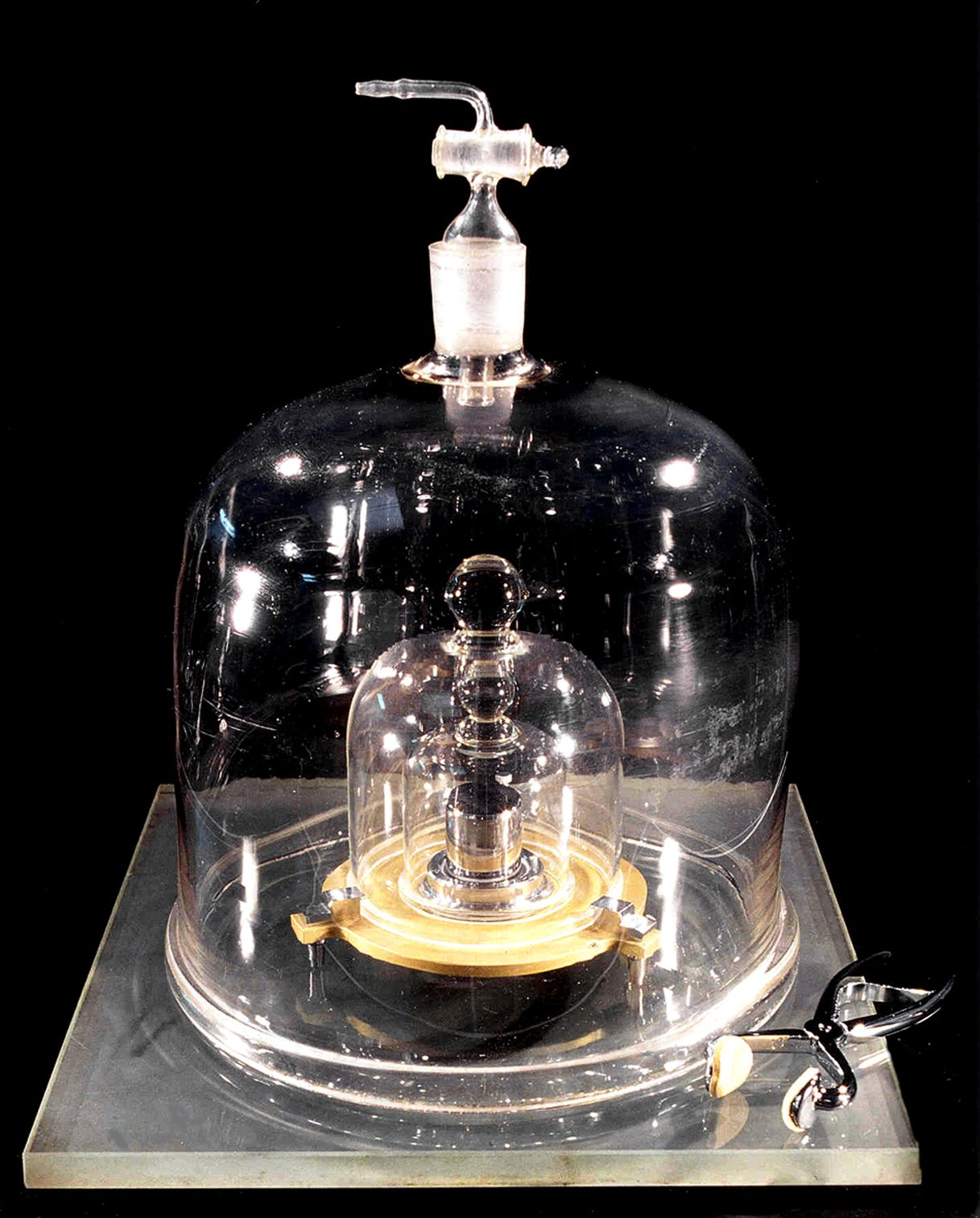
Kilogramo patrón utilizado como referencia de masa durante varios siglos (Oficina Internacional de Pesos y Medidas de París). Fue reemplazado por la constante de Planck en 2019.

El error de medición se define como la diferencia entre el valor medido y el "valor verdadero". Los errores de medición afectan a cualquier instrumento de medición y pueden deberse a distintas causas. Las que se pueden de alguna manera prever, calcular, eliminar mediante calibraciones y compensaciones, se denominan deterministas o sistemáticos y se relacionan con la exactitud de las mediciones. Los que no se pueden prever, pues dependen de causas desconocidas, o estocásticas se denominan aleatorios y están relacionados con la precisión del instrumento.

## Tipos de error
Atendiendo a su naturaleza, los errores cometidos en una medición pueden ser clasificados como errores aleatorios y errores sistemáticos:
- Error aleatorio. No se conocen las leyes o mecanismos que lo causan por su excesiva complejidad o por su pequeña influencia en el resultado final aunque sí se sabe que siguen una distribución normal o gaussiana. Para detectar, cuantificar y minimizar este tipo de errores es necesario replicar varias medidas y con los datos obtenidos calcular su media y la desviación típica muestral. Con estos parámetros se puede obtener la distribución normal característica, N[μ, s], y la podemos acotar para un nivel de confianza dado. Puesto que siguen una distribución gaussiana, el valor medio de las medidas será el valor verdadero o un valor muy próximo a este.

- Error sistemático. Permanecen constantes en valor absoluto y siempre se producen con el mismo signo, es decir por exceso o por defecto. Generalmente se producen debido a causas concretas o deterministas, que pueden ser investigadas y establecidas. Para determinar el error sistemático de la medición se deben realizar una serie de medidas sobre una magnitud X0, establecida como referencia de suma fiabilidad; se debe calcular la media aritmética de estas medidas y después hallar la diferencia entre la media y la magnitud X0.

Error sistemático = | media - X0 |

## Causas de Errores de Medición
Aunque es imposible conocer las causas del error es conveniente conocer todas las causas importantes y tener una idea que permita evaluar los errores más frecuentes. Las principales causas que producen errores se pueden clasificar en: 
- Error debido al instrumento de medida.
- Error debido al operador.
- Error debido a los factores ambientales.
- Error debido a las tolerancias geométricas de la propia pieza.

### Errores debidos al instrumento de medida
Cualquiera que sea la precisión del diseño y fabricación de un instrumento presentan siempre imperfecciones. A estas, con el paso del tiempo, les tenemos que sumar las imperfecciones por desgaste.
- Error de alineación.
- Error de diseño y fabricación.
- Error por desgaste del instrumento. Debido a este tipo de errores se tienen que realizar verificaciones periódicas para comprobar si se mantiene dentro de unas especificaciones.
- Error por precisión y forma de los contactos.

### Errores debidos al operador
El operador influye en los resultados de una medición por la imperfección de sus sentidos así como por la habilidad que posee para efectuar las medidas. Las tendencias existentes para evitar estas causas de errores son la utilización de instrumentos de medida en los que elimina al máximo la intervención del operador..
- Error de mal posicionamiento. Ocurre cuando no se coloca la pieza adecuadamente alineada con el instrumento de medida o cuando con pequeños instrumentos manuales se miden piezas grandes en relación de tamaño. Otro ejemplo es cuando se coloca el aparato de medida con un cierto ángulo respecto a la dimensión real que se desea medir.
- Error de lectura y paralaje. Cuando los instrumentos de medida no tienen lectura digital se obtiene la medida mediante la comparación de escalas a diferentes planos. Este hecho puede inducir a lecturas con errores de apreciación, interpolación, coincidencia, etc. Por otra parte si la mirada del operador no está situada totalmente perpendicular al plano de escala aparecen errores de paralaje.
- Errores que no admiten tratamiento matemático. Error por fatiga o cansancio.

### Errores debidos a los factores ambientales
El más destacado y estudiado es el efecto de la temperatura en los metales dado que su influencia es muy fuerte.
- Error por variación de temperatura. Los objetos metálicos se dilatan cuando aumenta la temperatura y se contraen al enfriarse. Este hecho se modeliza de la siguiente forma.

Variación de longitud = Coeficiente de dilatación específico x longitud de la pieza x variación de temperatura
{\displaystyle \Delta L=\alpha \cdot L\cdot \Delta L}
Otros agentes exteriores. Influyen mínimamente la humedad ambiental, la presión atmosférica y el polvo y suciedad en general, así como otras de origen mecánico, como las vibraciones.

### Errores debidos a las tolerancias geométricas de la propia pieza
Las superficies geométricas reales de una pieza implicadas en la medición de una cota deben presentar unas variaciones aceptables.
- Errores de deformación. La pieza puede estar sometida a fuerzas en el momento de la medición por debajo del límite elástico tomando cierta deformación que desaparece cuando cesa la fuerza.
- Errores de forma. Se puede estar midiendo un cilindro cuya forma aparentemente circular en su sección presente cierta forma oval.
- Errores de estabilización o envejecimiento. Estas deformaciones provienen del cambio en la estructura interna del material. El temple de aceros, es decir, su enfriamiento rápido, permite que la fase austenítica se transforme a fase martensítica, estable a temperatura ambiente. Estos cambios de geometría son muy poco conocidos pero igualmente tienen un impacto importante.

## Limitación del concepto
La discusión anterior de la noción de error de medición es adecuada básicamente para sistemas macroscópicos y sistemas físicos clásicos. En mecánica cuántica en particular existen ciertas situaciones en las que no puede hablarse de un "valor verdadero" de una cierta magnitud física observable o medible. Esto sucede por ejemplo, en el caso de superposiciones de funciones de onda correspondientes a valores propios distintos de una magnitud observable (siendo el ejemplo del gato de Schrödinger un ejemplo paradigmático), o en situaciones donde es aplicable el teorema de Kochen-Specker, que es un teorema de imposibilidad, que limita la existencia de "valores verdaderos" asociados a observables físicos.